# DVB-S2

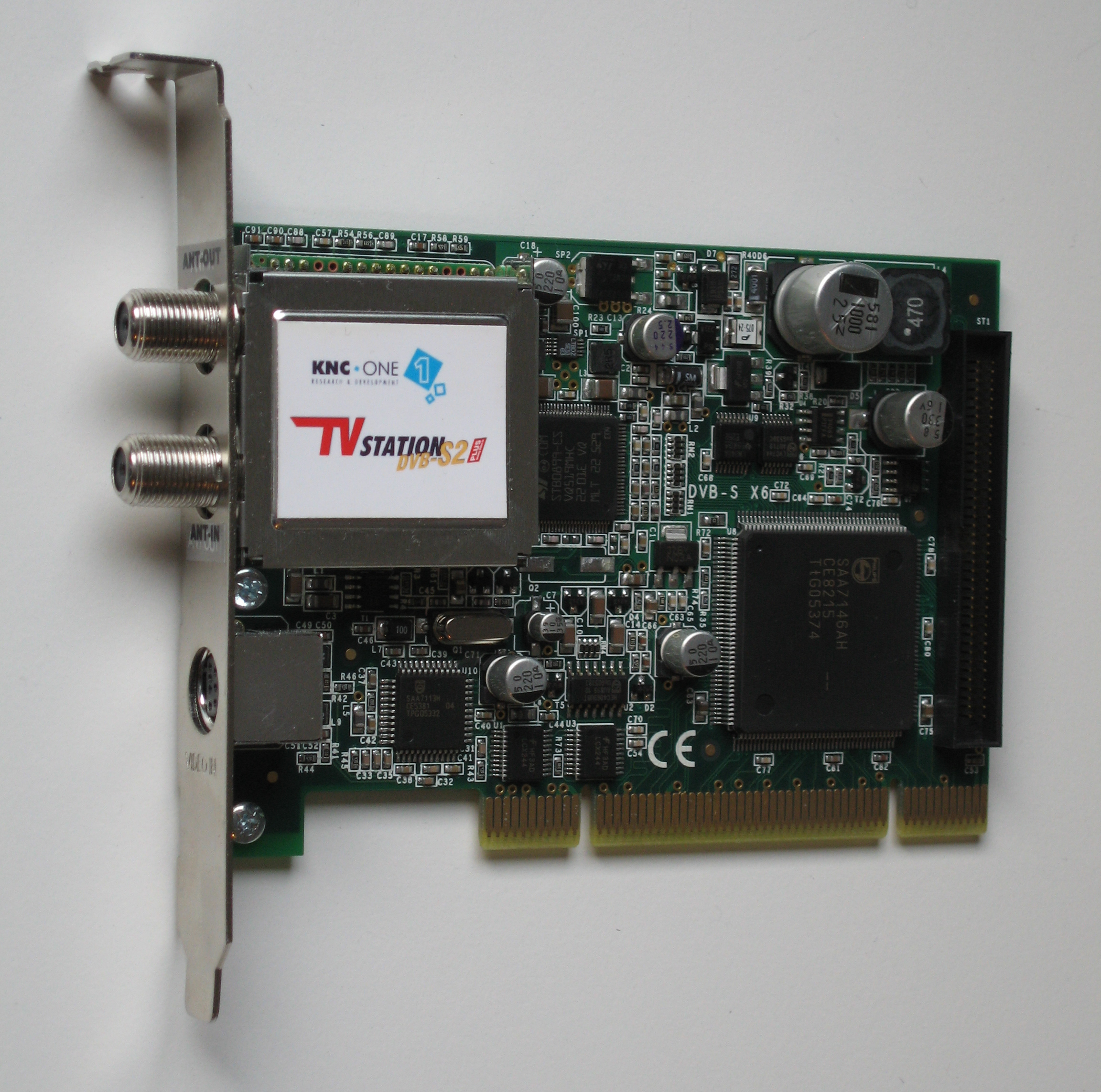
DVB-S2 karta do počítačového PCI slotu

DVB-S2 je druhá generace standardu pro satelitní vysílání audiovizuálních streamů a doprovodných dat (teletext, EPG) pomocí telekomunikačních satelitů. Vznikla rozšířením standardní normy DVB-S a počítá se u ní i s využitím komprese MPEG-4 AVC která je často spojena (není to ale pravidlem) s vysíláním ve vysokém rozlišení obrazu - HDTV. Zvuk se často přenáší jako AC-3 stream ve formátu Dolby Digital. Dnes už je toto vysílání běžně dostupné a to i pro české diváky, kdy několik tuzemských HD programů takto vysílá v rámci satelitní platformy Skylink.
Výhody oproti DVB-S
- větší přenosová kapacita oproti DVB-S a to až o 30%
- vylepšení robustnosti pro danou kapacitu
- Adaptive Coding and Modulation (ACM)
- možnost modulací 8-PSK, 16-APSK a 32-APSK
- hlavní požadavek na DVB-S2 - nové služby
- zpětná kompatibilita a interaktivní služby – priorita II. řádu
- DVB-S2 není zpětně kompatibilní s DVB-S, všechny současné HD přijímače ale podporují obě normy.